# Clockers
Clockers es una película de 1995 dirigida por Spike Lee. El guion, escrito entre Lee y Richard Price, está basado en la novela homónima de Price. Fue filmada en Brooklyn, Nueva York.

## Argumento
En un complejo de viviendas ubicado en Brooklyn, un grupo de "clockers" (traficantes de drogas de bajo nivel) venden drogas a cargo de Rodney Little (Delroy Lindo), el líder de la localidad. Rodney se reúne con Ronald "Strike" (Mekhi Phifer), uno de sus principales vendedores y le dice que otro "clocker", llamado Darryk Adams (Steve White), le está robando. Rodney le comunica a "Strike" que Darryl "debe ser tomado", haciendo saber a "Strike" que debe asesinarlo. Entonces "Strike" le pide a su hermano, Victor (Isaiah Washington), que mate a Darryl.
Poco después, Rocco Klein (Harvey Keitel) y Larry Mazilli (John Turturro), detectives de homicidios, llegan a la escena donde Darryl Adams se encuentra muerto. Rocco y Larry reciben un llamado de otro detective que les informa acerca de un hombre que acaba de confesar el asesinato de Darryl. Este hombre, es Victor, el hermano mayor de "Strike". Victor asegura haber cometido el crimen en defensa propia. Rocco encuentra puntos débiles en la historia y comienza a investigar el pasado de Victor, que incluye dos trabajos, una esposa, dos hijos, ningún antecedente criminal y aspiraciones de mudarse. Rocco sospecha que Victor está encubriendo a su hermano menor.

## Recibimiento
Clockers fue elogiada por muchos críticos. Roger Ebert le dio a la película tres estrellas y media sobre cuatro posibles, y consiguió un nivel de 67 % de reseñas positivas en Rotten Tomatoes. La película (junto a la novela) sería un antecedente de proyectos similares, como la serie The Wire, para la cual el escritor Richard Price es también guionista, y Fredro Starr y Hassan Johnson son parte del reparto al igual que en Clockers.

## Reparto
- Harvey Keitel – Detective Rocco Klein
- John Turturro – Detective Larry Mazilli
- Delroy Lindo – Rodney Little
- Sticky Fingaz –  Científico
- Mekhi Phifer – Ronald "Strike" Dunham
- Isaiah Washington – Victor Dunham
- Keith David – André the Giant
- Pee Wee Love – Tyrone "Shorty" Jeter
- Regina Taylor – Iris Jeeter
- Fredro Starr –  Go
- Elvis Nolasco –  Horace
- Thomas Jefferson Byrd – Errol Barnes
- Lawrence B. Adisa –  Stan
- Hassan Johnson – Skills
- Frances Foster – Gloria
- Michael Imperioli – Detective Jo-Jo
- Mike Starr – Thumper
- Lisa Arrindell Anderson - Sharon
- Brandon Jay McLaren – Johnny
- Paul Calderon – Jesus at Hambones
- Spike Lee – Chucky
- Arthur J. Nascarella – Bartucci
- Michael Badalucco – Policía
- Rick Aiello – Policía